# Algernon G. Walker
Algernon Grant Walker (geboren am 29. Dezember 1921 in den USA; gestorben am 4. Januar 1997 in Kalifornien, USA) war ein US-amerikanischer Produzent von Dokumentar-, Wirtschafts- und Werbefilmen.

## Leben und Werk
Algernon G. Walker studierte an der University of Southern California, wo er 1951 einen Film über die Wohnungsprobleme im Los Angeles der Nachkriegszeit drehte. Schon als Student engagierte er sich bei der Society of Motion Picture and Television Engineers (SMPTE), bei der er spätestens Anfang 1951 von einem studentischen zu einem assoziierten Mitglied wurde. 1952 arbeitete er als Technischer Direktor bei dem kalifornischen Fernsehsender KTTV. 1951 oder 1953 gründete er die Filmproduktionsfirma Allend’Or, die vor allem Werbespots und Wirtschaftsfilme herstellte. Algernon G. Walker produzierte für Allend’Or das 1958 uraufgeführte Rassendrama Burden of Truth mit Hari Rhodes im Auftrag der United Steelworkers of America. Spätestens 1959 war er der Präsident dieser Firma, die bis 1988 existierte. Daneben arbeitete er für die 1954 gegründete Filmproduktionsfirma Spotlight News, bei der er 1959 als Executive Director und spätestens ab 1964 ebenfalls als Präsident tätig war.
Für Spotlite News produzierte Algernon G. Walker den Kurzfilm The Spirit of America, für den er bei der Oscarverleihung 1964 für einen Oscar in der Kategorie Bester Dokumentar-Kurzfilm nominiert war. Der Oscar ging jedoch an Simon Schiffrin für den Film Chagall. Der von Goodyear finanzierte Film wurde zudem mit einem Golden Eagle Award of CINE ausgezeichnet.
Algernon G. Walker starb am 4. Januar 1997 und wurde auf dem Forest Lawn Memorial Park in Hollywood Hills beerdigt.